# Murder in the Private Car
Murder in the Private Car is een Amerikaanse dramafilm uit 1934 onder regie van Harry Beaumont. Destijds werd de film in Nederland uitgebracht onder de titel De moord in den trein.

## Verhaal
Ruth Raymond werkt in een telefooncentrale in Los Angeles. De advocaat Alden Murray vertelt haar dat ze in feite de dochter is van de spoorwegmagnaat Luke Carson en dat ze als kind werd ontvoerd door haar jaloerse oom Elwood. Er wordt een aanslag op haar leven beraamd door haar chauffeur en haar lijfwacht. Door de oplettendheid van de toevallige voorbijganger Godfrey D. Scott wordt die aanslag op de valreep verijdeld. Na ontvangst van een telegram besluit Ruth met de trein naar New York te reizen. Tijdens die reis wordt duidelijk dat haar leven alweer in gevaar is.

## Rolverdeling
| Acteur            | Personage        |
| ----------------- | ---------------- |
| Charles Ruggles   | Godfrey D. Scott |
| Una Merkel        | Georgia Latham   |
| Mary Carlisle     | Ruth Raymond     |
| Russell Hardie    | John Blake       |
| Porter Hall       | Alden Murray     |
| Willard Robertson | Elwood Carson    |
| Berton Churchill  | Luke Carson      |
| Clifford Thompson | Allen            |
| Fred Toones       | Titus            |